# Firmano
Il firmano è un decreto reale o una disposizione emanata dal sovrano in alcuni stati islamici storici, come 
l'Impero ottomano, l'Impero Moghul e l'Iran sotto lo scià Mohammad Reza Pahlavi. 
La parola deriva dal persiano farmân (فرمان) che significa appunto "decreto" o "ordine". 
In turco è chiamato ferman.

## I firmani nell'Impero Ottomano

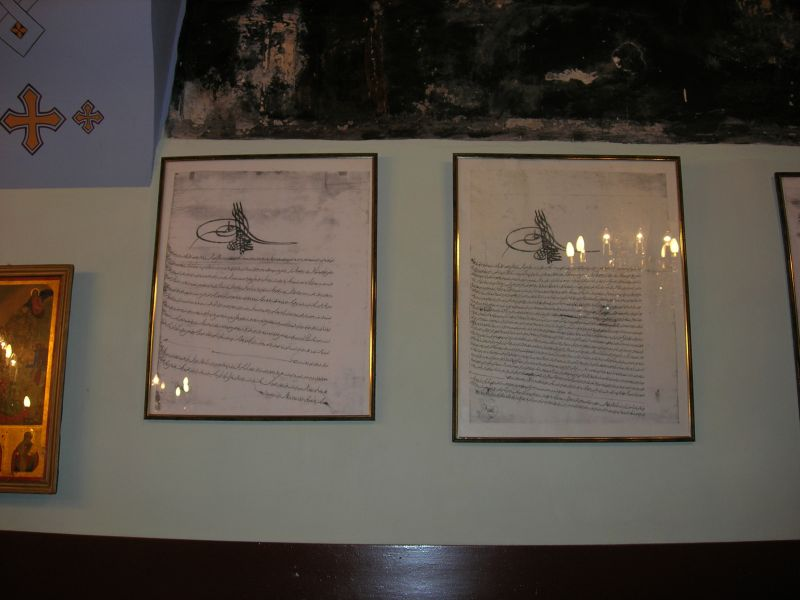
Firmani di Maometto II e Bayezid II, conservati nella chiesa della Panaghìa Moukliōtissa a Istanbul, che concedono la proprietà dell'edificio alla comunità greco-ortodossa.

Nell'Impero ottomano, il Sultano deriva la sua autorità dal suo ruolo di esecutore della Shari'a, ma la Sharīʿa non copre tutti gli aspetti della vita sociale e politica ottomana. 
Pertanto, al fine di disciplinare i rapporti, lo status, i compiti e l'abbigliamento dell'aristocrazia e dei sottoposti, il Sultano ebbe il potere di emanare i firmani.
I firmani furono raccolti in codici detti kanun, che erano una forma di legislazione laica e amministrativa, considerata una valida estensione della legge religiosa risultante dal diritto del sovrano di amministrare la giustizia per la comunità.

## Altri firmani
Uno dei più importanti firmani che regolano i rapporti tra cristiani e musulmani è un documento conservato presso il Monastero greco-ortodosso di Santa Caterina sulla penisola del Sinai in Egitto. Il documento istituisce l'autonoma Chiesa ortodossa del Monte Sinai. 

Il firmano, sottoscritto dal sultano Maometto II (1432-1481), chiede ai musulmani di non distruggere il monastero perché abitato da uomini timorati di Dio.
Ai nostri giorni vi è un'area protetta attorno al monastero, amministrata dal governo egiziano; all'interno vivono circa venti monaci, per la maggior parte greci.